# Ao Som dos Louvores
Ao Som os Louvores é o décimo nono álbum de estúdio da cantora brasileira Cassiane, lançado em setembro de 2011 pela Sony Music Brasil, sendo o segundo pela gravadora, tendo a produção de Jairinho Manhães.

## Antecedentes
Em 2010, Cassiane fez sua estreia pela gravadora Sony Music Brasil com Viva, que foi um sucesso comercial, com mais de 160 mil cópias no Brasil. O projeto sucessor, em 2011, marcaria 30 anos de carreira da cantora.

## Gravação
O álbum contou com produção musical de Jairinho Manhães e foi gravado no Reuel Studios. O projeto foi masterizado por George Marino, no estúdio Sterling Sound em Nova Iorque.

## Lançamento e recepção
| Críticas profissionais | Críticas profissionais |
| Avaliações da crítica  | Avaliações da crítica  |
| Fonte                  | Avaliação              |
| ---------------------- | ---------------------- |
| Super Gospel           | (favorável)            |
| O Propagador           | [ 5 ]                  |

Ao Som dos Louvores foi lançado em setembro de 2011 pela gravadora Sony Music Brasil e teve "Gritai" como música de trabalho para as rádios. Em março de 2012, foi lançado o videoclipe da música "Ao Som dos Louvores", com direção de Vlad Aguiar e Bruno Paes.
O projeto recebeu uma crítica favorável de Júlio César Bertoso de Lima, que o considerou um dos cinco melhores álbuns da cantora. O autor afirmou que o projeto traz um "instrumental mais pesado, tons graves e consistentes, perceptível principalmente nos metais e na bateria".
O guia discográfico do O Propagador atribuiu uma cotação de 2,5 estrelas de 5, afirmando que "é um disco cansativo, com harmonias engessadas, temas repetitivos e uma crise de criatividade do produtor Jairinho Manhães".

## Faixas
1. Gritai (Jeann e Júnior)
2. Ao Som dos Louvores (Tony Ricardo)
3. Descanso (Gislaine e Mylena)
4. A Glória do Senhor (Tony Ricardo)
5. Só o Senhor é Deus (Tony Ricardo)
6. Cristo ou Barrabás (Cassiane e Vânia Santos)
7. Amigo Espírito Santo (Tony Ricardo)
8. 24 Horas (Tony Ricardo)
9. Libera o Milagre (Tony Ricardo)
10. Vem Oh Mestre (Elaine Araújo)
11. Receba de Deus (Cassiane e Ezequias Lima)
12. Não Vos Conformeis (Júnior Maciel e Josias Teixeira)
13. Rio de Deus (Gislaine e Mylena)
14. Vou Adorar (Tony Ricardo)

## Ficha técnica
- Produção musical e arranjos: Jairinho Manhães
- Direção artística (A&R): Maurício Soares
- Gravado no Reuel Studios
- Técnico de gravação: Edinho Cruz, Juan Viana e Allan Ribeiro
- Auxiliar de estúdio: Victor Leal
- Mixado no Reuel Studios por Edinho Cruz
- Masterizado por George Marino no Sterling Sound, New York (USA)
- Piano: Ronny Barboza
- Bateria: Sidão Pires
- Baixo: Marcos Natto
- Teclados: Ronny Barboza
- Guitarras e violões: Tavinho Menezes
- Violão flamenco: Mauro Costa
- Percussão: Léo Mucuri
- Trompete: Márcio André
- Sax tenor: Marcos Bonfim
- Trombone: Roby Olicar
- Trombone baixo: Reinaldo Seabra
- Trompas: Diógenes Souza
- Violinos: Joabe Barbosa, Aramis Rocha, Robson Rocha, Cuca, Milton Júnior, Silas Simões, Ariel Sanches, Guilherme Sotero e Rodolfo Lóta
- Violas: Eduardo Cordeiro Júnior, Daniel Pires e Edmur Mello
- Cellos: Deni Rocha e Rafael Cesário
- Vocal: Kátia Santana, Josy Bonfim, Lilian Azevedo, Joelma Bonfim, Janeh Magalhães, Hedy Barbosa, Marquinhos Menezes, Fael Magalhães e Jairo Bonfim
- Produção de voz: Jairo Bonfim
- Fonoaudióloga: Lilian Azevedo
- Arte: Dalva Marim
- Fotos: Cristiana Mendonça